# Guido Romano
Pour les articles homonymes, voir Romano.
Guido Romano, né le 3 décembre 1887 à Modène et mort le 18 juin 1916 à Vicence, est un gymnaste artistique italien.

## Biographie
Aux Championnats du monde de gymnastique artistique 1909 à Luxembourg, Guido Romano est médaillé d'or aux anneaux et médaillé de bronze par équipes. Il est également médaillé de bronze à la barre fixe et par équipes aux Championnats du monde de gymnastique artistique 1911 à Turin et médaillé de bronze par équipes aux Championnats du monde de gymnastique artistique 1913 à Paris.
Guido Romano remporte aux Jeux olympiques d'été de 1912 à Stockholm la médaille d'or du concours général par équipes.
Il meurt au combat lors de l'offensive du Trentin durant la Première Guerre mondiale.